# Baie du Moulin Huet

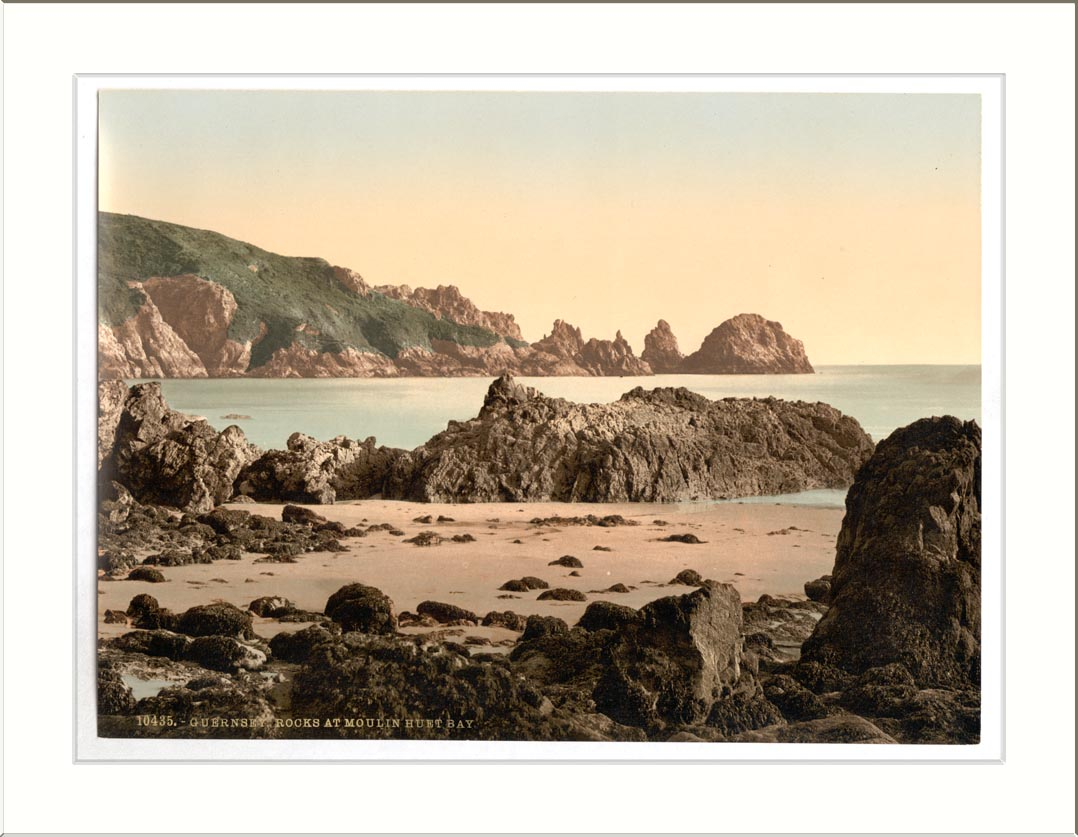
Vue de la baie du Moulin Huet.

La baie du Moulin Huet (en anglais : Moulin Huet Bay), est une baie de l'île de Guernesey. Elle s'étend sur la côte sud de Guernesey, notamment le long de la paroisse de Saint-Martin. La baie est devenue célèbre grâce aux toiles peintes par Auguste Renoir lors de sa visite dans ce lieu en 1883.

## Géographie
La baie du Moulin Huet est située au sud de l'île. Elle s'étend entre la pointe de Jerbourg depuis la crique du "Petit Port" à l'est jusqu'à la pointe Icart à l'ouest. Elle se prolonge vers l'ouest en direction d'une autre baie, la baie du Saint.
La baie du Moulin Huet mesure environ un kilomètre de long sur 500 mètres de large. 
La baie du Moulin Huet est dominée par de hautes falaises qui la ceinturent d'est en ouest et qui culminent en son centre au Mont Durand.
Plusieurs rochers émergent de l'eau dans la baie du Moulin Huet, notamment les rochers dénommés "Les Tas de Pois d’Amont" et celui dénommé "La Surtaut" ou  le rocher du "Berceau". 
En 1883, le peintre français Auguste Renoir séjourna dans l'île de Guernesey et peignit la baie du Moulin Huet,

## Œuvres d'Auguste Renoir

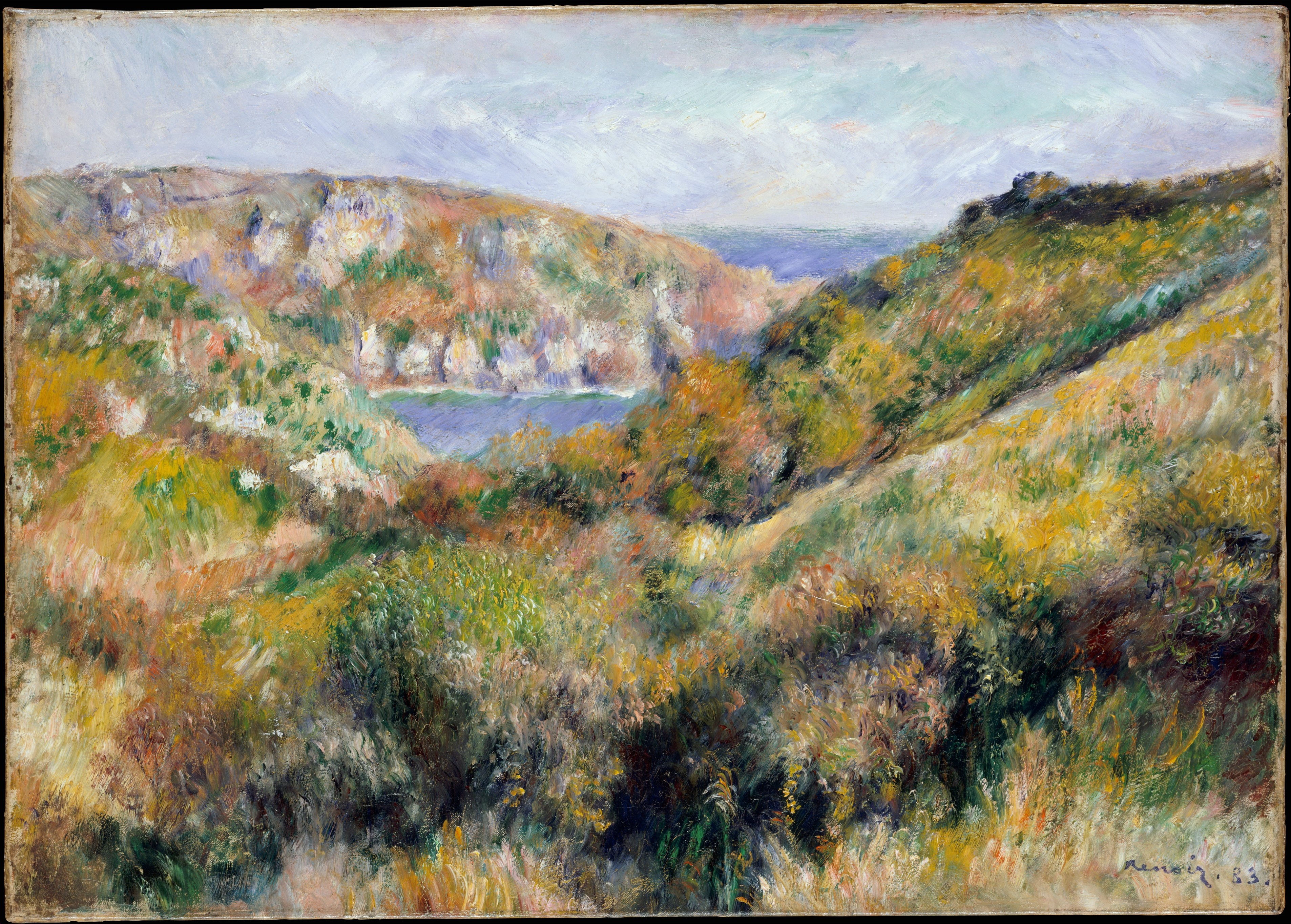
Le Mont Durand domine la baie du Moulin Huet par Auguste Renoir
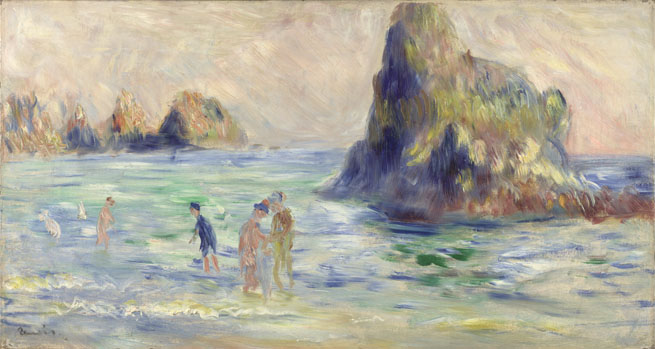
Les rochers émergeant dans la baie du Moulin Huet. Auguste Renoir